# Richard Sévigny
Joseph Francis Richard Sévigny (* 4. November 1957 in Montreal, Quebec) ist ein ehemaliger kanadischer Eishockeytorwart, der von 1979 und 1987 für die Montréal Canadiens und Québec Nordiques in der National Hockey League spielte.

## Karriere
Während seiner Juniorenzeit spielte Sévigny zusammen mit Rick Vaive für die Sherbrooke Castors in der QMJHL. Beim NHL Amateur Draft 1977 wählten ihn die Montreal Canadiens in der siebten Runde als 124. Spieler des Drafts aus.
Seine erste Station im Seniorenbereich waren 1977 die Kalamazoo Wings in der IHL. Ein Jahr später spielte er für die Springfield Indians in dir AHL. Im Laufe der Saison wechselte er innerhalb der AHL zu den Nova Scotia Voyageurs. Für die Playoffs holten ihn auch die Canadiens als dritten Torhüter hinter Ken Dryden und Michel Larocque in ihren Kader. So gewann er seinen ersten und einzigen Stanley Cup, noch bevor er sein erstes Spiel in der NHL bestritten hatte. 
Erst in der darauffolgenden Saison 1979/80 stand er zum ersten Mal in der NHL im Tor. Dryden hatte seine Karriere beendet und Larocque teilte sich das Gros der Eiszeit mit Denis Herron. Sévigny bestritt in diesem Jahr elf Spiele in der NHL. Im folgenden Jahr teilten sich die Drei die Eiszeit auf, wobei er nach dem Weggang von Larocque mit 33 die meiste Spiele im Tor gestanden hatte. Zum einzigen Mal in der NHL-Geschichte waren es drei Torhüter, die mindestens 25 Spiele bestritten hatten und sich so die Vezina Trophy teilten. Ab der Saison 1981/82 teilte Sévigny sich den Platz im Tor vor allem mit Rick Wamsley.
Nach der Saison 1983/84 lief sein Vertrag in Montreal aus und unerwarteterweise konnte er sich mit den Canadiens nicht auf eine Verlängerung einigen. Es gab eine Reihe von Interessenten, von denen die Quebec Nordiques das Rennen machten. Bei den Nordiques war er einer von drei Torhütern, die sich die Aufgabe teilten. Es gelang ihm nicht, sich als Stammtorwart durchzusetzen, und so spielte er auch immer wieder für die Fredericton Express in der AHL. Zur Saison 1987/88 beendete er seine Karriere in der NHL.
Später spielte er noch in Frankreich für den HC Chamonix und den HC Briançon.

## Sportliche Erfolge
- Stanley Cup: 1979

### Persönliche Auszeichnungen
- QMJHL West First All-Star Team: 1976
- IHL Second All-Star Team: 1978
- Vezina Trophy: 1981 gemeinsam mit Denis Herron und Michel Larocque